# НИИ комплексных проблем гигиены и профессиональных заболеваний
Научно-исследовательский институт комплексных проблем гигиены и профессиональных заболеваний — научно-исследовательский институт в г. Новокузнецке Кемеровской области. Институт проводит научную, образовательную и лечебную деятельность.

## История
Институт образован в 1976 году. Институту в организации и становлении помогали акад. АМН СССР Константин Седов, чл.-корр. АМН СССР Николай Деряпа, акад. РАМН Влаиль Казначеев, акад. РАН Юрий Бородин, акад. РАМН Валерий Труфакин, акад. РАН Борис Величковский, акад. РАН Николай Измеров, первый секретарь Новокузнецкого горкома КПСС Николай Ермаков, заведующий отделом здравоохранения Кемеровского облисполкома Геннадий Сергеев. В 1977 году были проведены Международные курсы больничных администраторов. Была предложена отличная от Госкомитета по труду классификация регионов Сибири по медицинским показателям.

## Структура
- Структурные подразделения научной организации:

- Отдел экологии человека, проблем общественного здоровья и здравоохранения:
  - Лаборатория медико-социальных проблем и стратегического планирования в здравоохранении;
  - Лаборатория экологии человека и гигиены окружающей среды.

- Научно-клинический отдел медицины труда:
  - Лаборатория охраны здоровья работающего населения;
  - Лаборатория прикладной нейрофизиологии;
  - Лаборатория молекулярно-генетических и экспериментальных исследований.

- Научно-организационный и учебный отдел.

- Структура клинических подразделений:
  - Научно-консультативное отделение;
  - Отделение профпатологическое № 1;
  - Отделение профпатологическое № 2;
  - Отделение профпатологическое № 3;
  - Отделение функциональной диагностики;
  - Рентгенологическое отделение;
  - Физиотерапевтическое отделение;
  - Клинико-диагностическая лаборатория;
  - Аптека;
  - Центр «Нейромед».

## Наука и образование
- Аспирантура по направлению подготовки 32.06.01 — Медико-профилактическое дело.
- Специальности:
  - 14.02.01 — Гигиена;
  - 14.02.04 — Медицина труда;
  - 14.02.03 — Общественное здоровье и здравоохранение.
- Ординатура по специальностям:
  - 31.08.42 — Терапия;
  - 31.08.44 — Профпатология;
  - 31.08.49 — Неврология;
  - 31.08.71 — Организация здравоохранения и общественное здоровье.

- Диссертационный совет по защите докторских и кандидатских диссертаций по двум специальностям:
  - 14.02.03 — Общественное здоровье и здравоохранение (медицинские науки);
  - 14.02.04 — Медицина труда (медицинские науки).

В 2015 году было издано 186 публикаций организации в РИНЦ с цитируемостью 4565.
Проводит научные конференции: «Гигиена, организация здравоохранения и профпатология».
Входил в кластер «Клиническая медицина и технологии первичной медицинской помощи» ФАНО.

## Направления исследований
Основными направлениями научных исследований института являются:
- Разработка фундаментальных проблем экологии человека и гигиены окружающей среды как научной основы государственных мероприятий по охране здоровья населения России и обеспечения биобезопасности;
- Изучение закономерностей и механизмов влияния факторов производственной среды и трудового процесса на здоровье работающих;
- Проблемы организации здравоохранения и медицинской науки;
- Разработка научных основ профилактики основных заболеваний человека.

В год проводится 1930 экспертиз (2017 год).

## Директора
- Бессоненко, Виктор Васильевич (1976—1987) — канд. мед. наук, отличник здравоохранения СССР
- Дощицин, Юрий Петрович (1988—1995) — д-р мед. наук, профессор, отличник здравоохранения СССР
- Суржиков, Вячеслав Дмитриевич (1995—2002) — д-р мед. наук, профессор, отличник здравоохранения РФ
- Захаренков, Василий Васильевич (2002—2017) — д-р мед. наук, профессор, заслуженный врач РФ
- Филимонов, Сергей Николаевич (2017[4]—н. в.) — д-р мед. наук, профессор

## Награды
- «Автоматизированная система количественной меры риска основных патологических синдромов» — диплом 2-й степени, бронзовые и серебряные медали ВДНХ (1985, 1986 годы)